# 中国医药科技出版社
中国医药科技出版社是位于中国北京的出版社，是国家食品药品监督管理总局直属的中央级专业出版社，成立于1986年，累计出版医药科技图书、音像制品近7000种。主要出版品种包括医学、药学、食品、保健品、化妆品及医疗器械等专业以及生活保健类科普读物。出版社目前有内设机构15个，专业编辑50人。重要出版物有《中华人民共和国药典》、《临床用药须知》、《国家执业药师资格考试大纲及应试指南》等。